# Burg Karneid
Die etwas östlich von Bozen in der Gemeinde Karneid gelegene Burg Karneid wurde auf einem steilen, von zwei Seiten scheinbar unbezwingbaren Felshügel erbaut und liegt auf etwa 420 Metern Meereshöhe am Ausgang des Eisack- und Eggentals. Die nächstgelegenen Siedlungen sind etwas östlich in leicht höherer Hanglage das Dorf Karneid und unterhalb der Burg im Talboden Kardaun. Nach einer alten  Überlieferung (Weingartner) soll sie ursprünglich den Herren von Greifenstein gehört haben, denen 1289 auch die nahe gelegene Haselburg gehörte. Die um die Mitte des 13. Jahrhunderts erbaute und 1297 als „castrum de Curniet“ bzw. „gschloss Curneidt“ erwähnte Burg wird urkundlich 1370 als Besitz der Herren von Völs erwähnt, die ihren Einflussbereich von Prösels aus über Steinegg bis nach Bozen vorgeschoben hatten. 1387 werden die Herren von Lichtenstein mit den Burgen und Gerichten von Karneid und Steinegg belehnt. Die späteren Grafen von Liechtenstein-Kastelkorn konnten diesen Besitz bis zu ihrem Aussterben im Jahr 1764 halten.

## Heutiger Zustand
Die Anlage besteht im Wesentlichen aus Bergfried, Palas, Wohnturm, Ringmauer mit Schwalbenschwanzzinnen und Burgkapelle, die der Heiligen Anna geweiht ist und wertvolle romanische Fresken aufweist. Im 14. Jahrhundert wurde ein Zwinger hinzugefügt, im 16. Jahrhundert der heutige Eingang, Tortürme und einige Bauten im Inneren. 

## Geschichte
Im Jahre 1838 kaufte Anton von Goldegg zu Lindenburg das seit dem späten 18. Jahrhundert fast zur Ruine gewordene Schloss und begann mit der Restaurierung. 1884 wurde die Burg durch den Direktor der Königlich Bayerischen Kunstakademie in München, Ferdinand Freiherr von Miller, erworben. Seine Tochter Renata war mit dem Generalmajor Karl Ferdinand von Malaisé (1868–1946) verheiratet. 1954 übernahm deren Sohn Ferdinand Eugen von Malaisé die Burg und sie befindet sich bis heute im Besitz seiner Nachkommen. In den letzten Jahren wurden von der Gemeinde Karneid weitere Sanierungsmaßnahmen an der Burg durchgeführt. Grundlage ist ein Abkommen zwischen der Gemeindeverwaltung und der Familie von Malaisé, gemäß welchem die Burg als Gegenleistung für verschiedene Restaurierungsmaßnahmen in Zukunft für einige öffentliche Veranstaltungen (Konzerte, Autorenlesungen, Empfänge u. a.) zur Verfügung gestellt wird.

## Besichtigung
Besichtigungen sind ausschließlich mit Führung möglich und finden in den Monaten April bis Oktober statt. Entsprechende Voranmeldungen sind direkt an das Sekretariat der Gemeinde Karneid zu richten. Die geführten Besichtigungen finden bei ausreichender Teilnehmerzahl, die jedoch höchstens zwanzig Personen umfassen darf, nur an Freitagen jeweils um 15.00 Uhr und 16.30 Uhr statt.

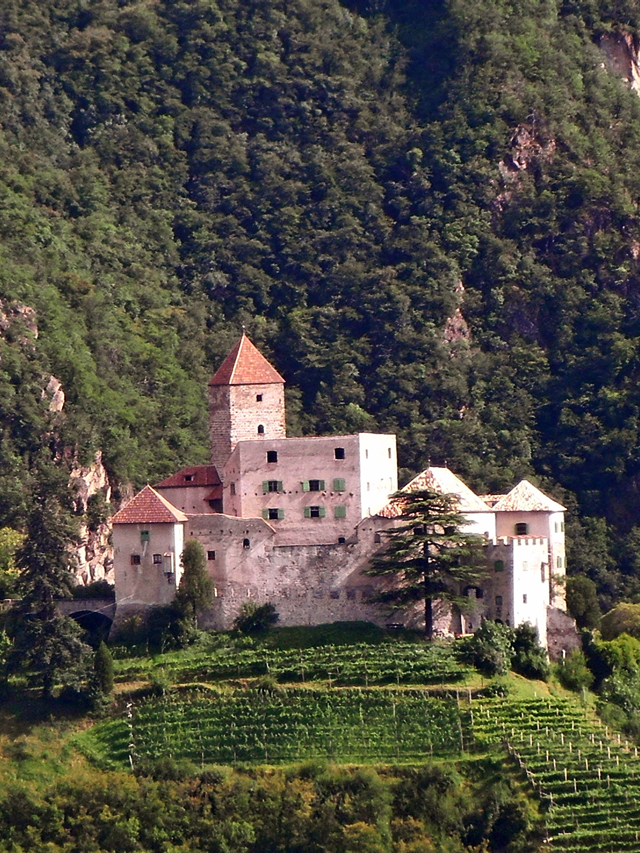
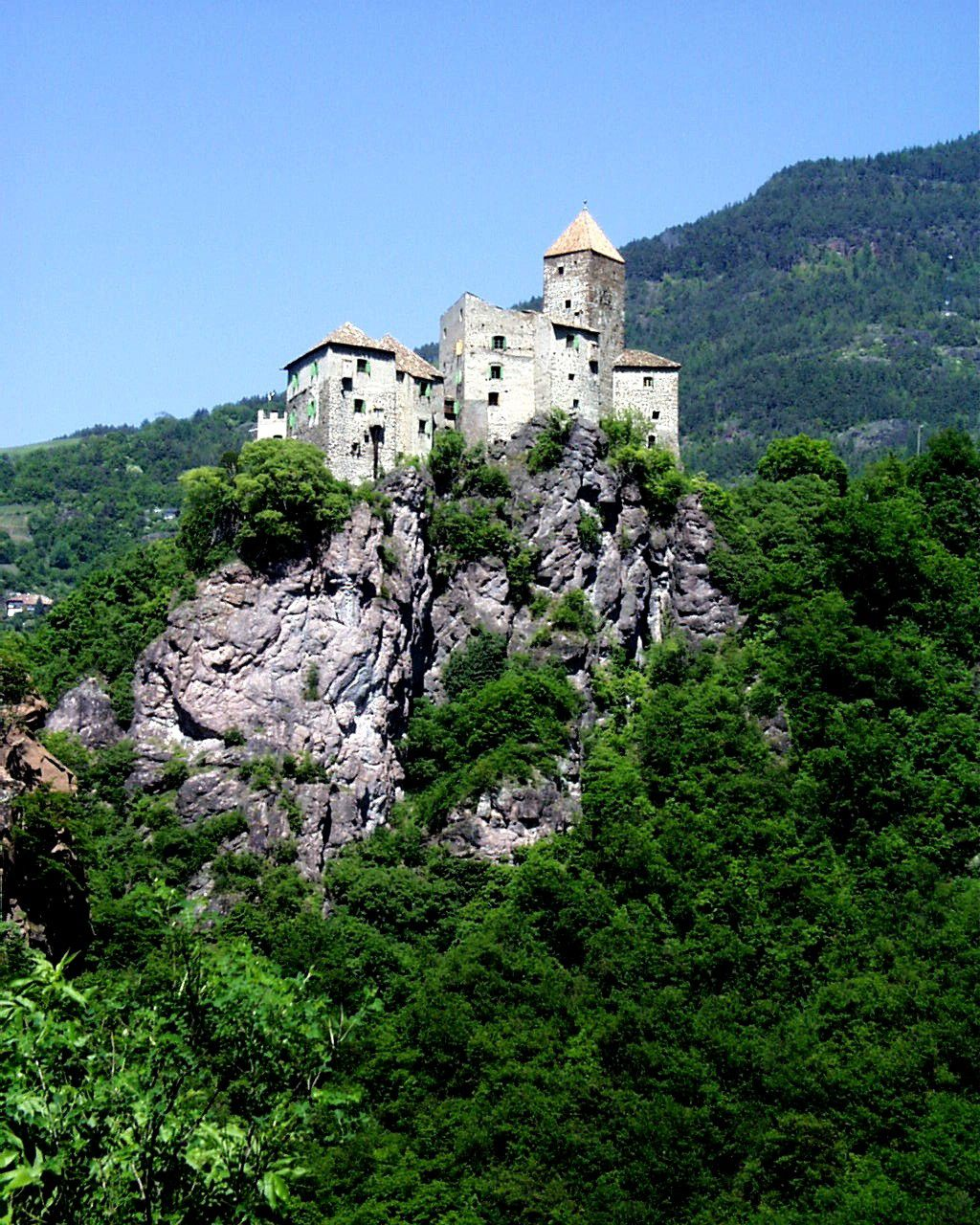